# Abela
Abela är en feminin form av det hebreiska namnet Abel som betyder son. Andra möjliga betydelser är förgänglighet, utandning eller den som försvann. Namnet har funnits i Sverige sedan 1400-talet. En annan variant av namnet är diminutivformen Abeleke, lilla Abela.
Den 31 december 2017 fanns det totalt 12 kvinnor folkbokförda i Sverige med namnet Abela, varav 2 bar det som tilltalsnamn. Det fanns inga kvinnor som bar namnet Abeleke.
Namnsdag i Sverige: saknas

Namnsdag i Finland (finlandssvenska namnlängden): saknas

## Personer med namnet Abela
- Abela Gullbransson, svensk författare